# Слобозија (Скиту-Дука)
Слобозија (рум. Slobozia) насеље је у Румунији у округу Јаши у општини Скиту-Дука. Oпштина се налази на надморској висини од 274 m.

## Становништво
Према подацима из 2011. године у насељу је живело 397 становника.